# 追浜商盛会

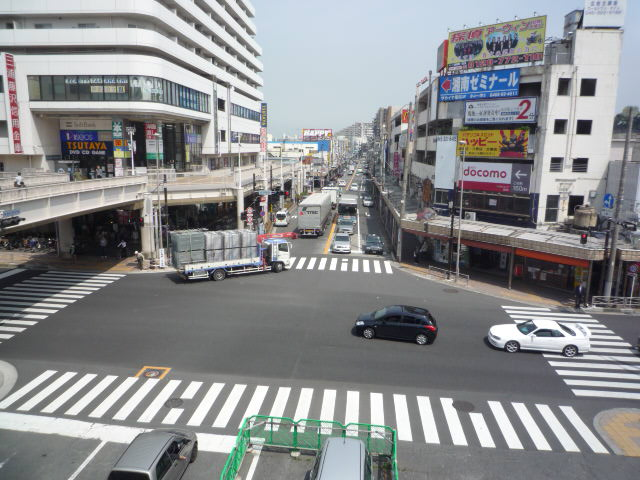
追浜駅前から撮影

追浜商盛会（おっぱましょうせいかい）とは、神奈川県横須賀市追浜地区の商店をまとめる商店街組合である。当項目では、追浜の市街地と商店街のことを中心に解説する。

## 概説
追浜の街の歴史は1929年（昭和5年）に追浜駅が開設されたことに始まる。その4年後には、駅の周辺で営業を始めた商店をまとめる組織（追濱商盛會）が設立される。これが追浜商盛会のルーツのひとつである。
1960年代に入ると、大企業の工場が追浜に進出を開始した。開設や工場労働者の大量移住、宅地開発が進んだ。この頃の追浜の街も活気に満ち溢れ、映画館やボウリング施設などの娯楽施設や沢山の酒場が営業していたという。しかし時代が下るにつれて、工場の人員削減、モータリゼーションの発展、少子高齢化などの複合的な悪因が重なり、かつてほどの勢いはなくなってしまった。現在は商店街の活性化を模索している。
2014年2月、追浜駅前にデジタルサイネージを設置し、地域住人が歌って踊る映像を流して好評を得た。この次の企画として、著作権に気兼ねなく使用できるオリジナル曲を作る構想が浮上、2015年にストリートミュージシャンの響野ユカと連携し、地域の歌『おっぱまのうた－キラキラおっぱま』が制作、発表された。

## 特色
- 追浜スタンプ券の発行

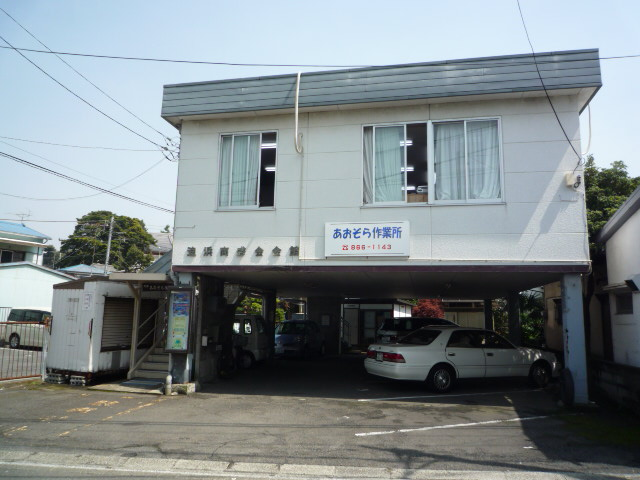
追浜商盛会会館

  - 貯まったスタンプは買い物、抽選会、貯金（かながわ信用金庫と湘南信用金庫の追浜支店で利用可能）などに活用できる。
- 追浜こみゅに亭
  - コミュニティースペースの開設。普段は物産コーナー、「わたしのこみせ」、ワインセラーでの買い物が楽しめる。音楽ライブや寄席の舞台となったり、ギャラリーなど幅広く活用されている。
- 追浜ワイナリー
  - 空き店舗活用の一環として、2005年よりワインの鋳造を始めている。地元や近くの関東学院大学とも協力して運営がなされている。今後のまちづくりに重要な名産品の一つとして注目を浴びている。他の地域の商工会や商店街、NPOからの見学者もある。
- 「貝山緑地を杏の里に」
  - 追浜の工業地帯に囲まれた中で、青々とした緑が見られる貝山緑地に杏を植えて収穫し、地域の名産品の一つとして活用しようという活動。収穫された杏は、ワインの材料としても利用される予定である。
- インターネットを使った商店街の宣伝。

### 催し物
- 追浜健康マラソン
  - 毎年2月に開催される。子供から大人までの参加が可能。
- おっぱままつり
  - 毎年夏に開催される。祭りの日は商店街の道路は歩行者天国になる。御輿や山車、「追浜ソーラン」をみることができる。
- フェスタよこすか夏の舞 
  - 毎年8月ごろ開催される。キャラクターショー、野外ライブ、民謡輪踊り、花火大会のほか縁日が広場で開かれる。
- 車いすマラソン（日産カップ追浜チャンピオンシップ）
  - 追浜商店街内と日産自動車追浜工場の内部がコースである。毎年12月ごろ開催。
- おっぱまでござーる 
  - 毎年12月ごろに開催されるナイトバザール。
- おっぱまワイン寄席
- おっぱまワインジャズコンサート

## 周辺施設
- 京浜急行電鉄京急本線追浜駅下車すぐ。
- 国道16号
- 日産自動車追浜工場・追浜研究所
- 住友重機械工業横須賀造船所
- 岡村製作所
- 海洋研究開発機構横須賀本部
- トヨタ自動車東日本横須賀事業所
- 田浦警察署追浜駅前交番
- 横須賀市役所追浜行政センター
- 横須賀市北消防署追浜出張所
- 横須賀市立北図書館
- 追浜郵便局
- 追浜公園
  - 横須賀スタジアム
- サンビーチ追浜
  - ヨコサン
  - パシオス
  - ドトールコーヒー
  - 役所屋追浜店（横須賀市市民サービス総合窓口）
  - かりがね寿司
  - TSUTAYA追浜店
- 夏島貝塚
  - 明治憲法（大日本帝国憲法）起草地記念碑
- 鷹取山
- 雷神社
- 関東学院大学金沢八景キャンパス
- 神奈川県立追浜高等学校
- 横浜創学館高等学校
- 湘南病院
- 横浜南共済病院

## ギャラリー

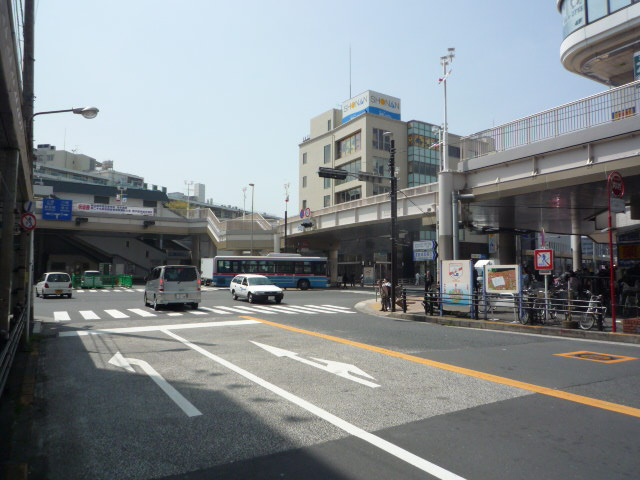
追浜駅前
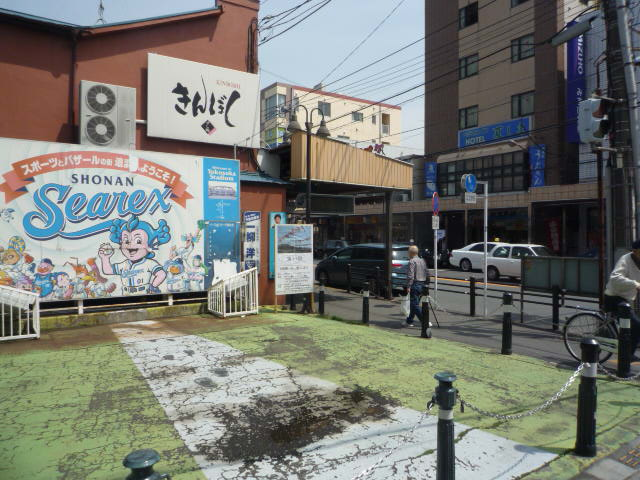
夏島貝塚通り途中の広場
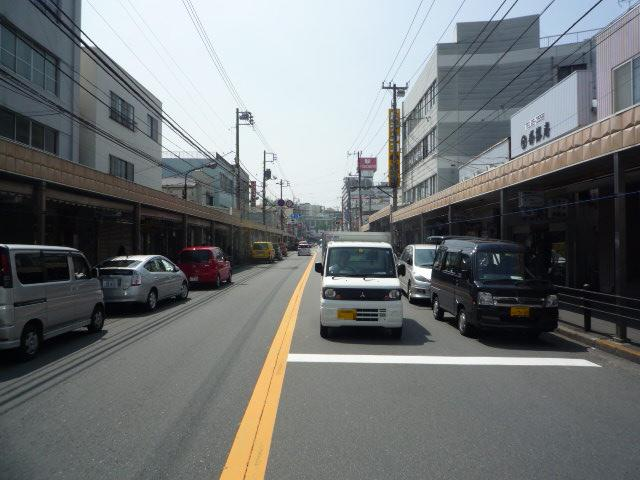
夏島貝塚通り
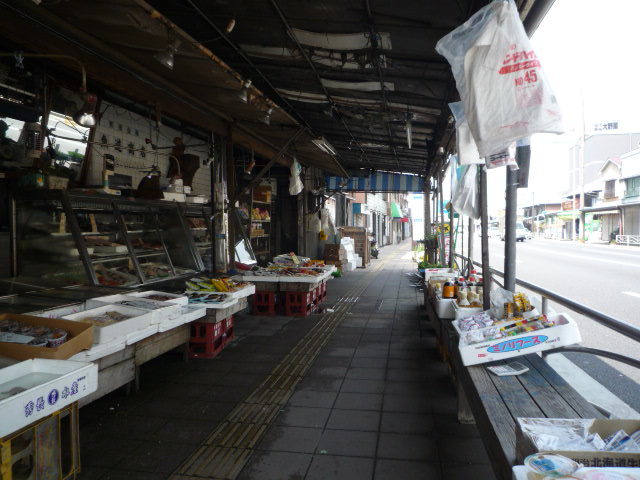
国道16号沿線の魚屋
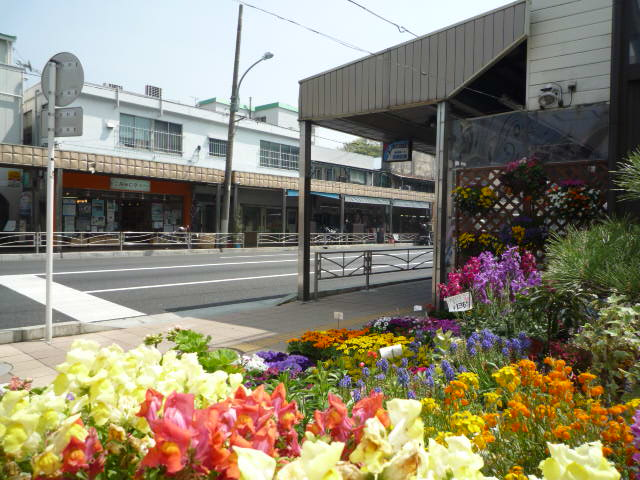
国道16号沿線の花屋
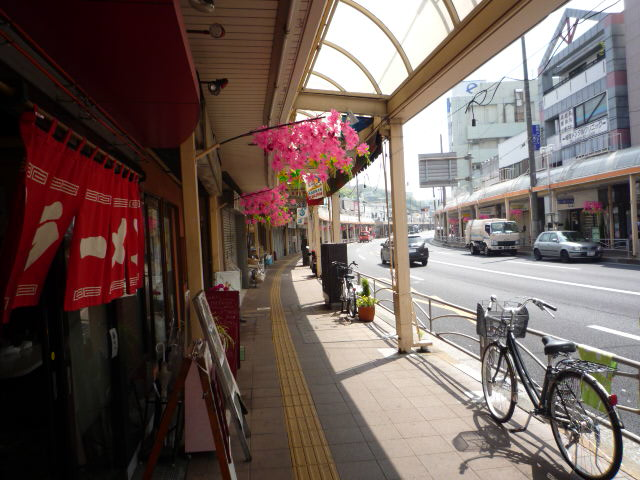
国道16号沿線
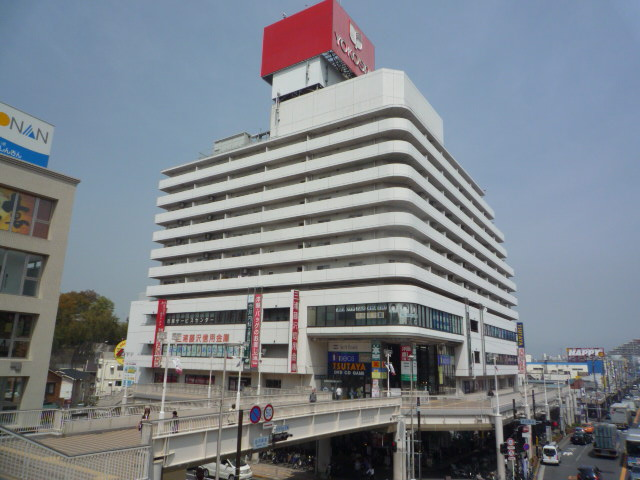
サンビーチ追浜
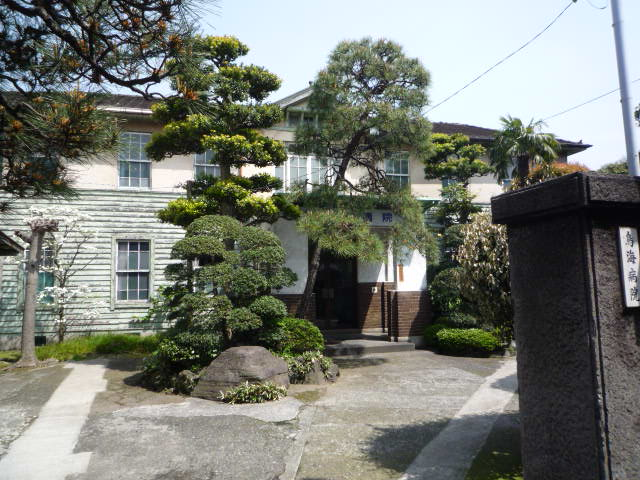
鳥海病院